# Severouralsk
Severouralsk (ryska: Североуральск) är en stad i Sverdlovsk oblast i Ryssland. Den ligger vid floden Vagran, drygt 510 kilometer norr om Jekaterinburg. Folkmängden uppgår till cirka 27 000 invånare.

## Historia
Bosättningen grundades 1758 vid ett smältverk för framställning av gjutjärn och koppar. 1931 upptäcktes stora fyndigheter av bauxit. Stadsrättigheter erhölls 1944.